# Comitato Tricolore
Il Comitato Tricolore è il nome di movimento politico giovanile di destra fondato da Giorgio Muggiani a Milano, nel 1968.

## Storia
Vi aderirono entusiasti giovani dell'area di destra che non si riconoscevano nella attività politica della Giovane Italia lombarda. Prerogativa dell'attività del comitato tricolore fu fare politica attiva nelle scuole superiori milanesi, contrastando nelle assemblee il Movimento studentesco ed ottenendo importanti vittorie nelle assemblee studentesche in particolare al liceo Einstein che per anni verrà considerato un liceo nero a Milano.
La situazione del Liceo Einstein dove il comitato tricolare riuscì a proporre istanze concrete per il miglioramento del rapporto scuola genitori studenti e ad appropriarsi della vita assembleare della scuola catalizzo' le attenzioni dei gruppi della sinistra milanese che si coalizzarono e con numerosi attacchi al liceo tentarono di impedire ai tricolorini di parlare e di entrare a scuola. 
Il Comitato tricolore sin dalla fondazione prese le distanze dalla Giovane Italia e dai "sanbabilini", ad una sterile attività politica contrappongono concrete proposte per il cambiamento della scuola dove quotidianamente presentano le loro istanze. Per i tricolorini un distinguo anche nell'abbigliamento degli aderenti: contro le barrows ed il loden, che caratterizzavano la "divisa" della destra sanbabilina, i tricolorini indossavano eskimo bianco e calzature Clarks.
Nel 1972 il comitato tricolore entro' nel Fronte della Gioventù ed i dirigenti ne divennero responsabili locali.
Nel 1975 vista la non risolta divergenza con la dirigenza missina sul modo di fare politica il comitato tricolore uscì dal Fronte della gioventù ricostituendosi in "Comitato tricolore autonomo" che rilancio' una politica giovanile di destra; non furono più le scuole il fulcro delle attività ma il tessuto cittadino attraverso una forte azione di contrasto nei confronti dello spaccio della droga (furono presidiati i quartieri più a rischio e denunciati gli spacciatori). Furono prese posizioni concrete anche contro la distribuzione gratuita del metadone. 
Nel 1979/1980 passata la stagione della contestazione giovanile e quella degli anni di piombo il comitato tricolore autonomo si sciolse.

## Dirigenti e sedi del comitato tricolore
Segretario generale: Giorgio Muggiani
Presidente: Felice Giovanni Pertoldi
Segretari succedutisi dal 1968 al 1980: Amedeo Langella , Marco Invernizzi, Antonio Imperatore, Fulvio Lacagnina, 
Sedi 1968-1979 del comitato tricolore a Milano: via Sangallo, piazzale Dateo, via Donizetti, piazzale Loreto, via Arquà, via Burlamacchi, via Balbo